# Sörttjärnen, Jämtland
Sörttjärnen är en sjö i Strömsunds kommun i Jämtland och ingår i Ångermanälvens huvudavrinningsområde.